# ماريو-إيرنيستو رودريغيز
ماريو-إيرنيستو رودريغيز (بالإيطالية: Mario-Ernesto Rodríguez)‏ هو لاعب كرة قدم إيطالي في مركز الدفاع، ولد في 4 سبتمبر 1976 في مونتفيدو في الأوروغواي. لعب مع تنس بوروسيا برلين وشتوتغارت كيكرز ونادي غرونينغن.

## وصلات خارجية
- ماريو-إيرنيستو رودريغيز على موقع بيانات كرة القدم. دي إي (الألمانية)
- ماريو-إيرنيستو رودريغيز على موقع عالم كرة القدم.نت (الإنجليزية)